# Crkva sv. Jure u Gatima
Crkva sv. Jure nalazi se u Gatima, na područje Grada Omiša.

## Opis
Crkva sv. Jure podignuta je na mjestu prapovijesne gradine iznad kanjona rijeke Cetine, na brdu Gradac. Jednobrodna barokna crkva s polukružnom apsidom pokrivena je dvostrešnim kamenim krovom. Pred ulazom je natkriveni trijem s bačvastim svodom što je tradicija poljičkih sakralnih građevina. Crkva je važno mjesto okupljanja vjernika za sv. Juru, zaštitnika Poljica te je značajna u povijesti Poljičke Republike jer su se pred njom birali poljički knezovi.

## Zaštita
Pod oznakom Z-6298 zavedena je kao nepokretno kulturno dobro - pojedinačno, pravna statusa zaštićena kulturnog dobra, klasificirano kao "sakralna graditeljska baština".